# Aisimides (Archon)
Aisimides (griechisch Αὶσιμίδης Aisimídēs), der Sohn des Aischylos, wurde laut antiker Überlieferung zum zweiten Archon mit zehnjähriger Amtszeit in Athen gewählt. Er folgte auf seinen Bruder Charops. Seine Amtszeit wird von 744/43 v. Chr. bis 734/33 v. Chr. angesetzt. Pausanias legte seine Regierungszeit in die Zeit von 747/46 bis 737/36 v. Chr.
Während seines fünften Regierungsjahrs wurde die Grenzstadt Ampheia durch den Spartaner Alkamenes eingenommen. Nach ihm wurde sein Sohn Kleidikos zum nächsten Archon mit zehnjähriger Amtszeit gewählt.